# دارين ويليس
دارين ويليس (بالإنجليزية: Darren Willis)‏ هو لاعب كرة قدم أمريكية أمريكي، ولد في 19 ديسمبر 1964.